# Реджеп Иведик 3
„Реджеп Иведик 3“ (на турски: Recep İvedik 3) е турска комедия от 2010 г., режисирана от Тоган Гьокбакар. В главната роля играе Шахан Гьокбакар като малоумен герой, който се опитва да се бори с чувствата на депресия след смъртта на бабата. Филмът, който бе представен в национален мащаб в Турция на 12 февруари 2010 г., е от най-касовите турски филми на 2010 г. Има и сериал на име "Dikkat Şahan Çıkabilir", който се проведе от 2005 г. до 2006 г. Впоследствие има и създаден филм на име Реджеп Иведик а това е третата му част.

## Сюжет
Внимание:  Текстът по-долу разкрива сюжета на произведението (или части от него)!
Реджеп Иведик (Шахан Гьокбакар) показва признаци на дълбока депресия след смъртта на баба си. В същото време, един от своите далечни роднини, Зейнеп (Зейнеп Чамчъ), идва в Истанбул, за да присъства в университета. С Реджеп е само относителна Зейнеп в големия град, тя ще трябва да остане в къщата на Реджеп за няколко месеца. Сега когато Зейнеп се установи в големия град Реджеп опитва всеки вид дейност, за да се социализира и да се отърве от депресията си, включително и ходят на театър и дори посещават класове по карате и много други. Въпреки това, нищо не изглежда да работи за Реджеп.

## Актьорски състав
| Актьор         | Роля             |
| -------------- | ---------------- |
| Шахан Гокбакар | Реджеп Иведик    |
| Зейнеп Чамчъ   | Зейнеп           |
| Метин Шентурк  | -                |
| Вахдет Чакар   | Учител по карате |

## Излъчване
Филмът започва да се излъчва в цяла Германия и Австрия на 11 февруари 2010 г. и в цяла Турция на 12 февруари 2010 г. и е номер едно в турската бокс-офис класация.